# Estación Ramos Mejía (soterrada)
Ramos Mejía será una futura estación del soterramiento del ferrocarril Sarmiento. Se ubicará en el barrio del mismo nombre, partido de La Matanza, Gran Buenos Aires, Argentina.